# برش (فیزیک)

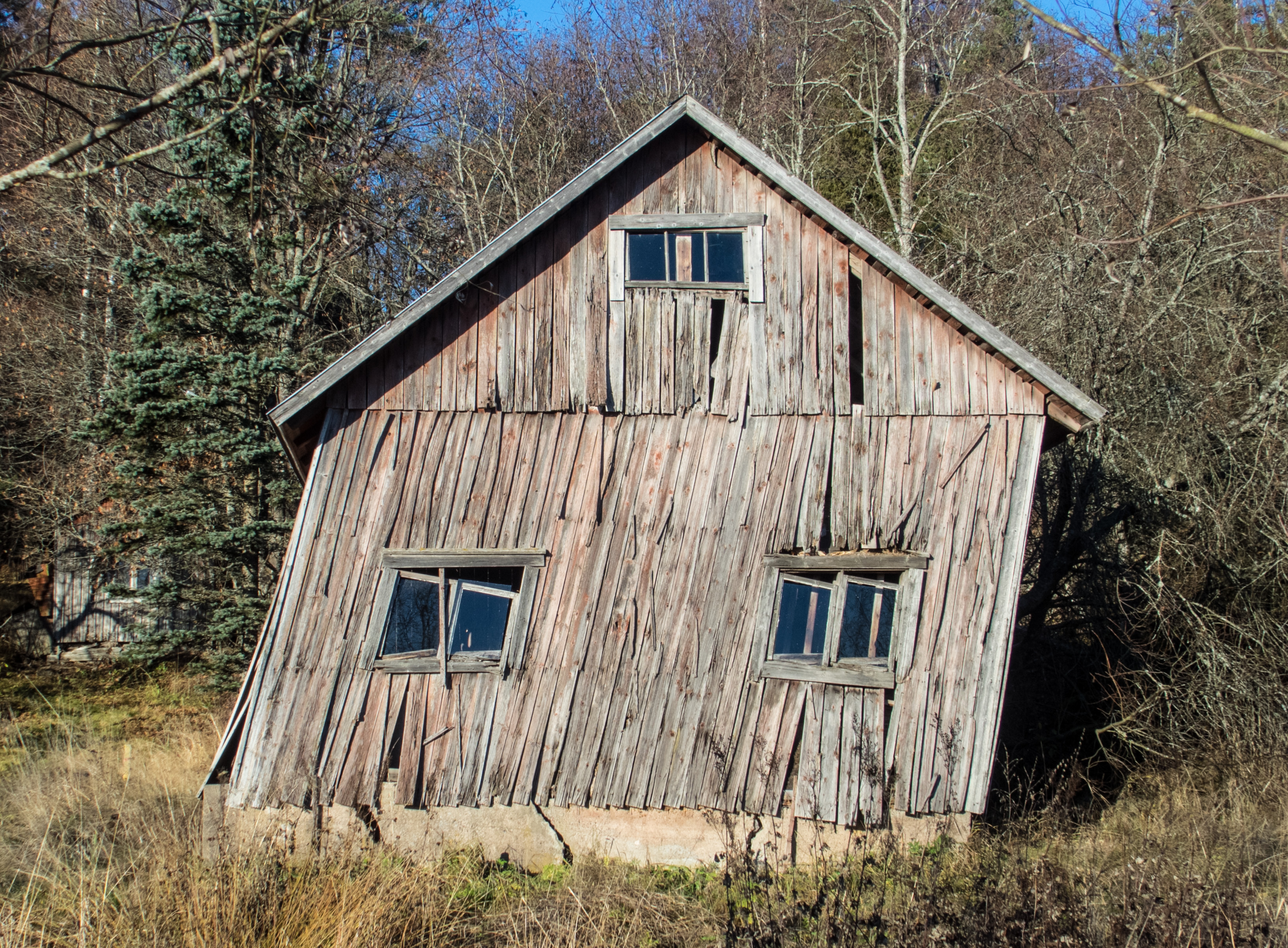
قاب مستطیلی شکل به یک متوازی‌الأضلاع (کرنش برشی) تغییر شکل داده است، اما خرپاهای مثلثی سقف در برابر تنش برشی مقاومت کرده و تغییر شکل پیدا نکرده‌اند.

برش در مکانیک پیوسته به وقوع یک تغییر شکل نسبی برشی اشاره دارد که نوعی تغییر شکل از ماده است که در آن سطوح داخلی موازی ماده بر روی یکدیگر می‌لغزند واین نوع از تغییر شکل ناشی از تنش برشی در ماده است. تغییر شکل نسبی برشی از تغییر شکل نسبی حجمی متمایز است، زیرا که تغییر در حجم مواد در پاسخ به تنش می‌باشد، و تغییر در زاویه، زاویه برشی نامیده می‌شود.

## بررسی اجمالی
غالباً، واژه برش بیشتر به یک فرایند مکانیکی اشاره دارد که باعث ایجاد تغییر شکل نسبی برشی پلاستیک در یک ماده می‌شود، نه اینکه باعث ایجاد یک ماده صرفاً الاستیک شود. تغییر شکل نسبی برشی پلاستیک یک تغییر شکل ماندگار (بدون گسیختگی یا شکست) است که برگشت‌ناپذیر است، به گونه ای که مواد شکل اصلی خود را بازیابی نمی کنندو این حالت پس از هنگامی که ماده به حد جاری شدن می‌رسد، رخ می‌دهد. فرایند برش یک ماده ممکن است یک تغییر شکل نسبی حجمی همراه با تغییر شکل نسبی برشی ایجاد کند. در مکانیک خاک، تغییر شکل نسبی حجمی مرتبط با برش، در صورت افزایش حجم، به عنوان اتساع رینولدز شناخته می‌شود، و اگر حجم را کاهش می‌دهد، تراکم نامیده می‌شود.
مرکز برش (همچنین به عنوان محور الاستیک یا محور پیچشی نیز شناخته می‌شود) یک نقطه تخیلی بر روی یک مقطع از جسم است، که در آن نقطه می‌توان بدون ایجاد پیچیدگی در مقطع، نیروی برشی اعمال کرد. به‌طور کلی، مرکز برش، مرکز سطح مقطع نیست. برای مقاطع دارای یک محور تقارن، مرکز برش بر روی محور تقارن قرار دارد. برای مقاطع که دو محور تقارن دارند، مرکز برش بر روی مرکز سطح مقطع قرار دارد.
در بعضی از مواد مانند فلزات، پلاستیک‌ها یا مواد دانه ای مانند شن و ماسه یا خاک، حرکت برشی به سرعت در یک ناحیه محدود و باند باریکی متمرکز می‌شود که به عنوان یک باند برشی شناخته می‌شود. در این حالت، تمام لغزش‌ها در داخل باند اتفاق می‌افتد در حالی که بلوک‌های مواد در هر طرف باند بدون تغییر شکل درونی، به سادگی هر یک به جای بلوک قبلی کنار یکدیگر می‌لغزند. حالت خاصی از تمرکز تغییرشکل‌های برشی در مواد ترد و شکننده رخ می‌دهد هنگامی که شکست در آنها در امتداد یک باند باریک اتفاق می‌افتد. سپس تمام برش‌های بعدی در داخل این شکست رخ می‌دهد. تکتونیک صفحه ای، که صفحات پوسته زمین در امتداد مناطق شکستگی می‌لغزند، نمونه ای از این موضوع است.
پارامترهای برش در مکانیک خاک با آزمایش برش سه محوره یا آزمایش برشی مستقیم اندازه‌گیری می‌شود.

## برای مطالعهٔ بیشتر
- Terzaghi, K.، ۱۹۴۳، Mechanics Theorical خاک، John Wiley and Sons, New York 123
- پوپوف، E. ، ۱۹۶۸، مقدمه ای بر مکانیک جامدات، Prentice-Hall , Inc. ، نیوجرسی